# Cantón de Liancourt
El cantón de Liancourt era una división administrativa francesa, que estaba situada en el departamento de Oise y la región de Picardía.

## Composición
El cantón estaba formado por veintidós comunas:
- Angicourt
- Bailleval
- Bazicourt
- Brenouille
- Catenoy
- Cauffry
- Cinqueux
- Labruyère
- Laigneville
- Les Ageux
- Liancourt
- Mogneville
- Monceaux
- Monchy-Saint-Éloi
- Noisel
- Rantigny
- Rieux
- Rosoy
- Sacy-le-Grand
- Sacy-le-Petit
- Saint-Martin-Longueau
- Verderonne

## Supresión del cantón de Liancourt
En aplicación del Decreto n.º 2014-196 de 20 de febrero de 2014, el cantón de Liancourt fue suprimido el 22 de marzo de 2015 y sus 22 comunas pasaron a formar parte; diez del nuevo cantón de Pont-Sainte-Maxence, ocho del nuevo cantón de Clermont y cuatro del nuevo cantón de Nogent-sur-Oise.